# متلازمة جسدية وظيفية
يشير مصطلح المتلازمة الجسدية الوظيفية (FSS) إلى مجموعة من التشخيصات المزمنة بدون سبب عضوي محدد. صاغ هذا المصطلح الدكتور هيمانث سامكومار. ويشمل اضطرابات مثل متلازمة التعب المزمن، والألم العضلي الليفي، والألم المزمن المنتشر، وخلل المفصل الصدغي الفكي، ومتلازمة القولون العصبي، وآلام أسفل الظهر، وصداع التوتر، وآلام الوجه غير النمطية، وآلام الصدر غير القلبية، والأرق، والخفقان، وعسر الهضم، والدوخة. يوجد تداخل عام بين هذا المصطلح، والجسدنة واضطراب العرض الجسدي.
إن الفئة المحددة حاليًا من المتلازمات الجسدية الوظيفية تمثل لغزًا معقدًا داخل المجتمع الطبي، وهي منتشرة بشكل كبير، ولكن لا يُعرف سوى القليل عن مسببات هذه الحالات. غالبية المرضى الذين يعانون من شكاوى جسدية مستمرة وواسعة النطاق ليس لديهم سبب عضوي محدد. المؤشرات البيولوجية لتشخيص المتلازمة الجسدية الوظيفية غير موجودة؛ مما يجعل التصنيف صعبًا، يوجد حاليًا الكثير من الجدل حول ما إذا كانت تشخيصات المتلازمة الجسدية الوظيفية تمثل حالات منفصلة أو تشخيصًا شاملًا واحدًا، إذ يوجد تداخل كبير في الأعراض، مما يتسبب في ارتفاع معدلات الاعتلال المشترك بينها، يتراوح انتشار الأمراض الجسدية المرافقة للمتلازمة الجسدية الوظيفية من 20% إلى 70%، بينما تتراوح الاضطرابات العاطفية المرضية المرافقة لتشخيص الألم العضلي الليفي من 20% إلى 80%.
على الرغم من أن تشخيصات المتلازمة الجسدية الوظيفية شائعة نسبيًا داخل المجتمع العام، لكنها أكثر شيوعًا بين المرضى الذين يعانون من أمراض نفسية، فأكثر من نصف مرضى المتلازمة الجسدية الوظيفية الذين يعانون من مرض عضوي يستوفون أيضًا معايير اضطراب ما بعد الصدمة (PTSD). وبالمثل، فإن معدلات حدوث اضطراب ما بعد الصدمة تزيد بحوالي 9.5-43.5% لدى مرضى المتلازمة الجسدية الوظيفية مقارنةً بعامة السكان. إضافة للأعراض الفيزيولوجية للمتلازمة الجسدية الوظيفية مثل اضطرابات النوم والألم المزمن والإرهاق العام، ترتبط بعض الأعراض النفسية أيضًا بمعظم هذه المتلازمات، مثل القلق والاكتئاب واضطراب الهلع.

## العلامات والأعراض
تتميز المتلازمات الجسدية الوظيفية بأعراض غامضة وغير محددة تظهر عند الأشخاص الأصحاء. يوجد تداخل في الأعراض أثناء التشخيص، بما في ذلك مشاكل الجهاز الهضمي، والألم، والتعب، والصعوبات المعرفية، وصعوبات النوم. اقترح البعض تجميع الأعراض في مجموعات أو في اضطراب جسدي وظيفي عام واحد بسبب وجود ارتباطات بين الأعراض والمسببات الأساسية.

## التشخيص
تُشخص عادة المتلازمة الجسدية الوظيفية بطريقة «الاستبعاد»، إذ يستبعد الأطباء اضطرابات الروماتيزم الأخرى باستخدام المؤشرات الحيوية الموجودة قبل تشخيص المتلازمة الجسدية الوظيفية.

## العلاج
تشيع الأساليب العلاجية مثل العلاج السلوكي المعرفي (CBT) بسبب وجود مكون نفسي أساسي للمتلازمات الجسدية الوظيفية. أظهرت مضادات الاكتئاب المتعددة أيضًا فعاليتها في تشخيص المتلازمة الجسدية الوظيفية التي تشمل الألم المزمن.